# Diskografie Charlieho Putha
Toto je seznam vydané diskografie amerického zpěváka Charlieho Putha.

## Alba

### Studiová alba
| Název                                                                                   | Detaily o albu                                      | Umístění v hitparádách | Umístění v hitparádách | Umístění v hitparádách | Umístění v hitparádách | Umístění v hitparádách | Umístění v hitparádách | Umístění v hitparádách | Umístění v hitparádách | Umístění v hitparádách | Umístění v hitparádách | Certifikace |
| Název                                                                                   | Detaily o albu                                      | US                     | AUS                    | BEL (FL)               | CAN                    | DEN                    | FRA                    | ITA                    | NZ                     | SWE                    | UK                     | Certifikace |
| --------------------------------------------------------------------------------------- | --------------------------------------------------- | ---------------------- | ---------------------- | ---------------------- | ---------------------- | ---------------------- | ---------------------- | ---------------------- | ---------------------- | ---------------------- | ---------------------- | --- |
| Nine Track Mind                                                                         | - Vydáno: 29. ledna 2016 - Vydavatelství: Atlantic  | 6                      | 8                      | 17                     | 5                      | 6                      | 5                      | 21                     | 2                      | 24                     | 6                      | - RIAA: 2× Platinum - BPI: Platinum - FIMI: Gold - GLF: Gold - IFPI DEN: 2× Platinum - RMNZ: Gold - SNEP: Platinum |
| Voicenotes                                                                              | - Vydáno: 11. května 2018 - Vydavatelství: Atlantic | 4                      | 7                      | 19                     | 5                      | 14                     | 3                      | 12                     | 6                      | 18                     | 4                      | - RIAA: Platinum - BPI: Silver - MC: Gold - RMNZ: Gold - SNEP: Gold                                                |
| Charlie                                                                                 | - Vydáno: 7. října 2022 - Vydavatelství: Atlantic   | 10                     | 5                      | 52                     | 7                      | —                      | 77                     | —                      | 6                      | —                      | 9                      | |
| "—" značí, že se nahrávka neumístila v hitparádách nebo v tomto území ani nebyla vydána |                                                     |                        |                        |                        |                        |                        |                        |                        |                        |                        |                        | |

### Video alba
| Název                             | Detaily o albu                                |
| --------------------------------- | --------------------------------------------- |
| Apple Music Festival: London 2015 | - Vydáno: 15. října 2015 - Vydavatelství: ARP |

## Extended play
| The Otto Tunes                                                                          | - Vydáno: 10. prosince 2010 - Vydavatelství: nezávislé  | —  | — | —  |
| Ego                                                                                     | - Vydáno: 23. října 2013 - Vydavatelství: nezávislé     | —  | — | —  |
| Some Type of Love                                                                       | - Vydáno: 1. května 2015 - Vydavatelství: ARP, Atlantic | 37 | 3 | 40 |
| Spotify Singles                                                                         | - Vydáno: 23. srpna 2017 - Vydavatelství: ARP, Atlantic | —  | — | —  |
| "—" značí, že se nahrávka neumístila v hitparádách nebo v tomto území ani nebyla vydána |                                                         |    |   |    |

## Singly

### Jako hlavní umělec
| Název                                                                                         | Rok  | Umístění v hitparádách | Umístění v hitparádách | Umístění v hitparádách | Umístění v hitparádách | Umístění v hitparádách | Umístění v hitparádách | Umístění v hitparádách | Umístění v hitparádách | Umístění v hitparádách | Umístění v hitparádách | Certifikace | Album                 |
| Název                                                                                         | Rok  | US                     | AUS                    | BEL (FL)               | CAN                    | DEN                    | FRA                    | ITA                    | NZ                     | SWE                    | UK                     | Certifikace | Album                 |
| --------------------------------------------------------------------------------------------- | ---- | ---------------------- | ---------------------- | ---------------------- | ---------------------- | ---------------------- | ---------------------- | ---------------------- | ---------------------- | ---------------------- | ---------------------- | --- | --------------------- |
| "Marvin Gaye" (feat. Meghan Trainor)                                                          | 2015 | 21                     | 4                      | 4                      | 31                     | 28                     | 1                      | 6                      | 1                      | 29                     | 1                      | - RIAA: 4× Platinum - ARIA: 4× Platinum - BEA: Gold - BPI: 2× Platinum - FIMI: 3× Platinum - GLF: 2× Platinum - IFPI DEN: Platinum - MC: 3× Platinum - RMNZ: Platinum     | Nine Track Mind       |
| "One Call Away"                                                                               | 2015 | 12                     | 3                      | 12                     | 15                     | 13                     | 36                     | 39                     | 3                      | 21                     | 26                     | - RIAA: 4× Platinum - ARIA: 7× Platinum - BEA: Gold - BPI: Platinum - FIMI: Platinum - GLF: 2× Platinum - IFPI DEN: 2× Platinum - MC: 4× Platinum - RMNZ: 2× Platinum     | Nine Track Mind       |
| "We Don't Talk Anymore" (feat. Selena Gomez)                                                  | 2016 | 9                      | 10                     | 18                     | 11                     | 13                     | 8                      | 1                      | 8                      | 13                     | 14                     | - RIAA: 5× Platinum - ARIA: 6× Platinum - BEA: Platinum - BPI: 2× Platinum - FIMI: 5× Platinum - IFPI DEN: 2× Platinum - MC: 4× Platinum - RMNZ: Platinum - SNEP: Diamond | Nine Track Mind       |
| "Dangerously"                                                                                 | 2016 | —                      | —                      | —                      | —                      | —                      | 169                    | —                      | —                      | —                      | —                      | - RIAA: Gold - BPI: Silver | Nine Track Mind       |
| "Attention"                                                                                   | 2017 | 5                      | 10                     | 15                     | 6                      | 12                     | 5                      | 10                     | 6                      | 20                     | 9                      | - RIAA: 6× Platinum - ARIA: 7× Platinum - BEA: Platinum - BPI: 2× Platinum - FIMI: 4× Platinum - IFPI DEN: 2× Platinum - MC: 5× Platinum - RMNZ: Platinum - SNEP: Diamond | Voicenotes            |
| "How Long"                                                                                    | 2017 | 21                     | 17                     | 10                     | 24                     | 17                     | 54                     | 39                     | 17                     | 44                     | 9                      | - RIAA: 3× Platinum - ARIA: 3× Platinum - BEA: Gold - BPI: Platinum - FIMI: Platinum - IFPI DEN: Platinum - MC: 2× Platinum - RMNZ: Gold - SNEP: Platinum                 | Voicenotes            |
| "Done for Me" (feat. Kehlani)                                                                 | 2018 | 53                     | 97                     | —                      | 65                     | —                      | 97                     | 87                     | —                      | —                      | 45                     | - RIAA: Platinum - ARIA: Platinum - BPI: Silver - FIMI: Gold - MC: Gold                                                                                                   | Voicenotes            |
| "Change" (feat. James Taylor)                                                                 | 2018 | —                      | —                      | —                      | —                      | —                      | —                      | —                      | —                      | —                      | —                      | | Voicenotes            |
| "The Way I Am"                                                                                | 2018 | 61                     | —                      | —                      | —                      | —                      | —                      | —                      | —                      | —                      | —                      | - RIAA: Platinum - ARIA: Gold | Voicenotes            |
| "Easier (Remix)" (s 5 Seconds of Summer)                                                      | 2019 | —                      | —                      | —                      | —                      | —                      | —                      | —                      | —                      | —                      | —                      | | Singly bez alb        |
| "I Warned Myself"                                                                             | 2019 | —                      | —                      | —                      | 91                     | —                      | —                      | —                      | —                      | —                      | —                      | | Singly bez alb        |
| "Mother"                                                                                      | 2019 | —                      | —                      | —                      | —                      | —                      | —                      | —                      | —                      | —                      | —                      | | Singly bez alb        |
| "Cheating on You"                                                                             | 2019 | —                      | —                      | —                      | —                      | —                      | —                      | —                      | —                      | —                      | —                      | | Singly bez alb        |
| "Girlfriend"                                                                                  | 2020 | —                      | —                      | —                      | —                      | —                      | —                      | —                      | —                      | —                      | —                      | | Singly bez alb        |
| "Hard on Yourself" (s Blackbear)                                                              | 2020 | —                      | —                      | —                      | —                      | —                      | —                      | —                      | —                      | —                      | —                      | | Singly bez alb        |
| "Free"                                                                                        | 2020 | —                      | —                      | —                      | —                      | —                      | —                      | —                      | —                      | —                      | —                      | | The One and Only Ivan |
| "After All" (s Elton John)                                                                    | 2021 | —                      | —                      | —                      | —                      | —                      | —                      | —                      | —                      | —                      | —                      | | The Lockdown Sessions |
| "Light Switch"                                                                                | 2022 | 27                     | 20                     | 47                     | 17                     | 20                     | —                      | —                      | 28                     | 36                     | 25                     | - RIAA: Platinum - ARIA: 2× Platinum - MC: 2× Platinum - BPI: Gold - IFPI DEN: Gold                                                                                       | Charlie               |
| "That's Hilarious"                                                                            | 2022 | —                      | —                      | —                      | 80                     | —                      | —                      | —                      | —                      | —                      | 100                    | | Charlie               |
| "Left and Right" (s Jungkook)                                                                 | 2022 | 22                     | 19                     | 41                     | 17                     | —                      | 150                    | —                      | 15                     | —                      | 41                     | - RIAA: Gold - ARIA: Platinum - BPI: Silver - MC: Platinum | Charlie               |
| "Smells Like Me"                                                                              | 2022 | —                      | —                      | —                      | —                      | —                      | —                      | —                      | —                      | —                      | —                      | | Charlie               |
| "I Don't Think That I Like Her"                                                               | 2022 | —                      | —                      | —                      | —                      | —                      | —                      | —                      | —                      | —                      | —                      | | Charlie               |
| "Charlie Be Quiet!"                                                                           | 2022 | —                      | —                      | —                      | —                      | —                      | —                      | —                      | —                      | —                      | —                      | | Charlie               |
| "That's Not How This Works" (feat. Dan + Shay nebo Sabrina's version feat. Sabrina Carpenter) | 2023 | —                      | —                      | —                      | —                      | —                      | —                      | —                      | —                      | —                      | —                      | | Singly bez alb        |
| "Lipstick"                                                                                    | 2023 | —                      | —                      | —                      | —                      | —                      | —                      | —                      | —                      | —                      | —                      | | Singly bez alb        |
| "Hero"                                                                                        | 2024 | —                      | —                      | —                      | —                      | —                      | —                      | —                      | —                      | —                      | —                      | | bude oznámeno         |
| "December 25th"                                                                               | 2024 | —                      | —                      | —                      | —                      | —                      | —                      | —                      | —                      | —                      | —                      | | bude oznámeno         |
| "—" značí, že se nahrávka neumístila v hitparádách nebo v tomto území ani nebyla vydána       |      |                        |                        |                        |                        |                        |                        |                        |                        |                        |                        | |                       |

### Jako vedlejší umělec
| Název                                                                                   | Rok  | Umístění v hitparádách | Umístění v hitparádách | Umístění v hitparádách | Umístění v hitparádách | Umístění v hitparádách | Umístění v hitparádách | Umístění v hitparádách | Umístění v hitparádách | Umístění v hitparádách | Umístění v hitparádách | Certifikace | Album                                                   |
| Název                                                                                   | Rok  | US                     | AUS                    | CAN                    | DEN                    | GER                    | ITA                    | NZ                     | SWE                    | SWI                    | UK                     | Certifikace | Album                                                   |
| --------------------------------------------------------------------------------------- | ---- | ---------------------- | ---------------------- | ---------------------- | ---------------------- | ---------------------- | ---------------------- | ---------------------- | ---------------------- | ---------------------- | ---------------------- | --- | ------------------------------------------------------- |
| "See You Again" (Wiz Khalifa feat. Charlie Puth)                                        | 2015 | 1                      | 1                      | 1                      | 1                      | 1                      | 1                      | 1                      | 1                      | 1                      | 1                      | - RIAA: 14× Platinum - ARIA: 7× Platinum - BPI: 4× Platinum - BVMI: Diamond - FIMI: 5× Platinum - GLF: 3× Platinum - IFPI DEN: 3× Platinum - IFPI SWI: 2× Platinum - MC: Diamond - RMNZ: 3× Platinum | Rychle a zběsile 7                                      |
| "Sober" (G-Eazy feat. Charlie Puth)                                                     | 2017 | —                      | —                      | 80                     | —                      | —                      | —                      | —                      | —                      | —                      | —                      | - RIAA: Gold - MC: Gold | The Beautiful & Damned                                  |
| "I Hope (Remix)" (Gabby Barrett feat. Charlie Puth)                                     | 2020 | 3                      | —                      | —                      | —                      | —                      | —                      | —                      | —                      | —                      | 84                     | - BPI: Silver | Goldmine                                                |
| "Summer Feelings" (Lennon Stella feat. Charlie Puth)                                    | 2020 | —                      | —                      | 96                     | —                      | —                      | —                      | —                      | —                      | —                      | 79                     | - RIAA: Gold - MC: Gold | Scoob!                                                  |
| "Upside Down" (Jvke feat. Charlie Puth)                                                 | 2020 | —                      | —                      | —                      | —                      | —                      | —                      | —                      | —                      | —                      | —                      | | Singl bez alb                                           |
| "Is It Just Me?" (Sasha Sloan feat. Charlie Puth)                                       | 2020 | —                      | —                      | —                      | —                      | —                      | —                      | —                      | —                      | —                      | —                      | | Only Child                                              |
| "Two Friends" (Lil Nas X feat. Charlie Puth)                                            | 2021 | 1                      | 1                      | —                      | 1                      | 1                      | 1                      | —                      | 1                      | —                      | 1                      | - RIAA: 7× Platinum - ARIA: 7× Platinum - BPI: Platinum - MC: 3× Platinum | StEvEn & Parker: The Original ADULT-Animated Film Album |
| "Obsessed" (Calvin Harris feat. Charlie Puth a Shenseea)                                | 2022 | —                      | —                      | —                      | 76                     | —                      | —                      | —                      | —                      | —                      | 71                     | | Funk Wav Bounces Vol. 2                                 |
| "Angel Pt. 2" (Jvke feat. Jimin, Charlie Puth a Muni Long)                              | 2023 | —                      | —                      | —                      | —                      | —                      | —                      | —                      | —                      | —                      | —                      | | Singly bez alb                                          |
| "Lose My Breath" (Stray Kids feat. Charlie Puth)                                        | 2024 | 90                     | —                      | —                      | —                      | —                      | —                      | —                      | —                      | —                      | 97                     | | Singly bez alb                                          |
| "—" značí, že se nahrávka neumístila v hitparádách nebo v tomto území ani nebyla vydána |      |                        |                        |                        |                        |                        |                        |                        |                        |                        |                        | |                                                         |

### Promo singly
| "Break Again" (s Emily Luther) | 2011 | —  | — | — | —  | Promo singly bez alb |
| "L.U.V." | 2014 | —  | — | — | —  | Promo singly bez alb |
| "Nothing but Trouble" (s Lil Wayne) | 2015 | 86 | 7 | — | —  | 808: The Music       |
| "I Won't Tell a Soul" | 2015 | —  | — | — | —  | Some Type of Love    |
| "Suffer" (Vince Staples & AndreaLo Remix) | 2016 | —  | — | — | —  | Nine Track Mind      |
| "Santa Claus Is Coming to Town" (DNCE feat. Charlie Puth, Hailee Steinfeld, Daya, Fifth Harmony, Rita Ora, Tinashe, Sabrina Carpenter a Jake Miller) | 2016 | —  | — | — | —  | Promo singl bez alb  |
| "If You Leave Me Now" (feat. Boyz II Men) | 2018 | —  | — | — | 13 | Voicenotes           |
| "Life's Good" (feat. Stacey Ryan, Sade Whittier, Dani Kim a Stacy Capers)                                                                            | 2021 | —  | — | — | —  | Promo singl bez alb  |
| "—" značí, že se nahrávka neumístila v hitparádách nebo v tomto území ani nebyla vydána                                                              |      |    |   |   |    |                      |

## Další umístěné písně
| "Oops" (Little Mix feat. Charlie Puth)                                                  | 2016 | —  | — | —  | 49 | —  | —  | —  | —  | 41 | - BPI: Gold | Glory Days |
| "Patient"                                                                               | 2018 | —  | — | —  | —  | —  | 10 | —  | 10 | —  |             | Voicenotes |
| "Loser"                                                                                 | 2022 | 21 | — | 60 | —  | 18 | —  | 13 | —  | —  |             | Charlie    |
| "—" značí, že se nahrávka neumístila v hitparádách nebo v tomto území ani nebyla vydána |      |    |   |    |    |    |    |    |    |    |             |            |

## Spolu umělec
| Název                   | Rok  | Další umělec | Album                                   |
| ----------------------- | ---- | ------------ | --------------------------------------- |
| "How Deep Is Your Love" | 2015 | —            | BBC Radio 1's Live Lounge               |
| "Through the Fire"      | 2016 | —            | BBC Radio 2's Sounds of the 80s, Vol. 2 |

## Videoklipy
| Název                                     | Rok  | Režisér                         | Poznámky                                        |
| ----------------------------------------- | ---- | ------------------------------- | ----------------------------------------------- |
| "These Are My Sexy Shades"                | 2010 | neznámé                         |                                                 |
| "Break Again"                             | 2011 | neznámé                         |                                                 |
| "Swag (Woop!)"                            | 2011 | neznámé                         |                                                 |
| "Seventeen"                               | 2012 | neznámé                         |                                                 |
| "Lights Go Out"                           | 2013 | neznámé                         |                                                 |
| "Look at Me Now"                          | 2013 | neznámé                         |                                                 |
| "L.U.V."                                  | 2014 | Andrew Vallentine               |                                                 |
| "Dear Future Husband"                     | 2015 | Fatima Robinson                 | videoklip Meghan Trainorové; pouze spolu umělec |
| "I Won't Tell a Soul"                     | 2015 | Charlie Puth                    |                                                 |
| "Marvin Gaye"                             | 2015 | Marc Klasfeld                   |                                                 |
| "See You Again"                           | 2015 | Marc Klasfeld                   | videoklip Wize Khalify; vedlejší umělec         |
| "Nothing But Trouble"                     | 2015 | Ryan Staake                     |                                                 |
| "One Call Away"                           | 2015 | Mark Staubach                   |                                                 |
| "One Call Away" (Coast to Coast Mix)      | 2015 | neznámé                         |                                                 |
| "Suffer" (Vince Staples & AndreaLo Remix) | 2016 | Austin Starrett Winchell        |                                                 |
| "We Don't Talk Anymore"                   | 2016 | Phil Pinto                      |                                                 |
| "Dangerously"                             | 2016 | Aya Tanimura                    |                                                 |
| "Attention"                               | 2017 | Emil Nava                       |                                                 |
| "Boys"                                    | 2017 | Charli XCX & Sarah McColgan     | videoklip Charli XCX; pouze spolu umělec        |
| "How Long"                                | 2017 | Emil Nava                       |                                                 |
| "Done for Me"                             | 2018 | RJ Sanchez a Brendan Vaughan    |                                                 |
| "Sober"                                   | 2018 | Colin Tilley                    | videoklip G-Eazyho; vedlejší umělec             |
| "Done for Me" (Jazz Version)              | 2018 | Mario Kristian a Marc Christian |                                                 |
| "The Way I Am"                            | 2018 | Colin Tilley                    |                                                 |
| "I Warned Myself"                         | 2019 | Brendan Vaughan                 |                                                 |
| "Mother"                                  | 2019 | Dawit N.M                       |                                                 |
| "Cheating On You"                         | 2019 | Tyler Yee                       |                                                 |
| "Girlfriend"                              | 2020 | Drew Kirsch                     |                                                 |
| "Free"                                    | 2020 | neznámé                         |                                                 |
| "Life's Good"                             | 2021 | neznámé                         |                                                 |
| "Light Switch"                            | 2022 | Christian Breslauer             |                                                 |
| "That's Hilarious"                        | 2022 | Matthew Daniel Siskin           |                                                 |
| "Left and Right"                          | 2022 | Drew Kirsch                     |                                                 |
| "Loser"                                   | 2022 | Phillip R. Lopez                |                                                 |
| "That's Not How This Works"               | 2023 | Phillip R. Lopez                |                                                 |